# Can Tacó (Sant Gregori)
Can Tacó és una obra de Sant Gregori (Gironès) protegida com a Bé Cultural d'Interès Local.

## Descripció
Masia de planta rectangular desenvolupada en planta baixa i un pis. La coberta és de teula àrab a dues vessants, el carener és paral·lel a la façana principal. Les parets portants són de maçoneria, amb restes d'arrebossat de calç que deixen a la vista els carreus de les obertures i les cantonades. La porta d'accés és dovellada, les finestres del pis són fetes amb brancals i llindes de pedra bisellada i ampits d'una peça de pedra motllurada que descansen sobre carreus ben tallats. Els sostres interiors són fets amb cairats de fusta.
A la façana principal hi ha adossats petits coberts annexes per allotjar el bestiar, davant la casa hi ha edificis annexos que junt amb un tancament de barri configuren l'era davant la casa.